# إليانا مارتينز
إليانا مارتينز (بالبرتغالية: Eliane Martins‏) هي منافسة ألعاب القوى برازيلية، ولدت في 26 مايو 1986 في جوينفيل في البرازيل.

## وصلات خارجية
- إليانا مارتينز على موقع الاتحاد الدولي لألعاب القوى (الإنجليزية)
- إليانا مارتينز على موقع اللجنة الأولمبية الدولية (الإنجليزية)
- إليانا مارتينز على موقع أوليمبيديا (الإنجليزية)
- إليانا مارتينز على موقع اللجنة الأولمبية البرازيلية (البرتغالية)